# Pago Pago International Airport
Pago Pago International Airport är en flygplats i Amerikanska Samoa (USA).   Den ligger i distriktet Östra distriktet, i den västra delen av landet, 6 km söder om huvudstaden Pago Pago. Pago Pago International Airport ligger 9 meter över havet. Den ligger på ön Tutuila Island.
Terrängen runt Pago Pago International Airport är kuperad åt nordväst, men åt sydväst är den platt. Havet är nära Pago Pago International Airport åt sydost.  Närmaste större samhälle är Tāfuna, 1,2 km sydväst om Pago Pago International Airport. 